# أوكسي تروبيوم برومايد
أوكسي تروبيوم برومايد Oxitropium bromide هو موسع قصبي يستطب للربو وأمراض الانسداد الرئوي المزمن.